# 拉汪曲吉坚参
拉汪曲吉坚参（藏語：ལྷ་དབང་ཆོས་ཀྱི་རྒྱལ་མཚན་，威利转写：lha dbang chos kyi rgyal mtshan；1537年—1604年）藏族，昌都洛隆地方人，达察活佛系统的开创者，第四世（计追认）达察活佛。

## 生平
藏历火鸡年（1537年），拉汪曲吉坚参出生于昌都洛隆地方。13岁时，二世帕巴拉活佛为其剃度并授沙弥戒，留在身边培养。1580年，拉旺曲结坚参获邀担任強巴林寺第十二任法台。后来，他回到家乡，在达察伦珠德青寺修行，“达察”便成为由其开始的活佛世系的名称。如果计入追认的三世，那么拉旺曲结坚参就是第四世达察活佛。
藏历木龙年（1604年），拉汪曲吉坚参圆寂，享年68岁。